# Nina Tellegen
Nina Wilhelmina Tellegen (Amsterdam, 1965) is een Nederlands bestuurder. Vanaf februari 2024 is ze voorzitter van het bestuur van Amnesty International (Nederland). Ze was voorzitter vanaf februari 2024 tot en met april 2025.
Ze is vernoemd naar haar grootmoeder Nina Tellegen-Engberts.
Ze werd geboren in Sloten, alwaar ze ook de lagere school doorliep; een dorpsschool.  Daarna vervolgde ze haar opleiding aan de Osdorper Schoolgemeenschap (OSG: bijnaam Osdorper Staats Gevangenis). Naar eigen zeggen was ze al vanaf jongs af aan betrokken bij de wereld; een voortvloeisel uit de familie Tellegen met onder andere burgemeester Jan Willem Cornelis Tellegen. Ze was daarbij al actief voor Amnesty International, niet activistisch maar wel actief door het brieven zenden naar politieke gevangenen waar ook te wereld. Ze raakte betrokken, mede onder invloed van de verhalen van schrijver en oom Toon Tellegen (onder meer De trein naar Pavlovsk en Oostvoorne) bij ontwikkelingssamenwerking. Zo deed ze nog studerend aan de Universiteit van Amsterdam (sociologie) promotieonderzoek (1993-1997, Rural Enterprises in Malawi, Necessity or opportunity) in Malawi; een van de armste landen ter wereld met ook nog de uitbraak van Aids, waarover aldaar niet gesproken mocht worden. Ze constateerde dat veel terug te voeren is op gebrek aan scholing. Ze was campagnevoerder bij de Partij van de Arbeid ten tijde van Lilianne Ploumen. Ze had al samengewerkt met Bert Koenders en zat ook acht jaar in het presidium van de partij. Ze was ook directeur van Wemos en Stichting Doen (tot 2015). Tussen 2016 en 2024 was ze directeur van "Amsterdam Economic Board". Alhoewel ze begrip heeft voor Extinction Rebellion wil ze liever blijven meepraten dan dat ze firma’s blokkeert.
Ze werd in 2024 bestuursvoorzitter van Amnesty International Nederland en kreeg direct etnisch profileren, vrijheid van meningsuiting etc. op haar bord. Dit was in een tijd dat de oorlog Hamas-Israël en de Russische invasie van Oekraïne sinds 2022 veel tijd opslokten. In dat jaar was ze ook vijf jaar voorzitter van de Raad van Toezicht van De Kleine Komedie, waar ze sinds 1988 ook bezoekster is, liefst kleinkunst. Ze is lid van de Raad van Toezicht van de Esprit Scholen.
Hobby’s zijn AFC Ajax (mannen- en vrouwenteams), waarbij ze er van gruwde dat het vrouwenelftal geen officieel kampioensfeest 2022-2023 kreeg. Ze zingt bij en bestuurt het koor Slavuj, dat Slavische liederen zingt.
- CiNii: DA10506731
- Gemeinsame Normdatei: 1146069901
- International Standard Name Identifier: 0000 0000 2966 985X
- Library of Congress Control Number: n89252299
- Nationale Bibliotheek van Israël: 987007328465805171
- Nederlandse Thesaurus van Auteursnamen: 105432415
- Système universitaire de documentation: 059791799
- Virtual International Authority File: 242265024